# Mitch Richmond
Mitchell James Richmond, detto Mitch (Fort Lauderdale, 30 giugno 1965), è un ex cestista e allenatore di pallacanestro statunitense, professionista nella NBA.
È membro del Naismith Memorial Basketball Hall of Fame dal 2014. Ha vinto la medaglia d'oro alle Olimpiadi di Atlanta 1996.

## Carriera

### Il college e le stagioni a Golden State
Mitch Richmond ha frequentato il college a Kansas State University e si è dichiarato eleggibile per il draft del 1988. Viene scelto come quinta chiamata assoluta da parte dei Golden State Warriors. Nei Warriors diventa una delle colonne della squadra, con una prima stagione che va al di là delle aspettative di chiunque, dato che le sue cifre sono 22 punti, 5 rimbalzi e 5 assist. Con questi numeri diventa in breve il secondo marcatore della squadra, dietro al solo Chris Mullin. Inoltre sotto coach Don Nelson la squadra ha un gioco molto veloce che garantisce tanti tiri e possessi di palla a tutti, cosa che a Richmond piace molto. Nel suo anno da rookie, fa anche la sua prima comparsa nei play-off, nei quali i Warriors vincono al primo turno contro gli Utah Jazz, ma perdono al secondo turno in 5 partite contro i Phoenix Suns. L'anno dopo, nonostante le medie di Mullin e Richmond si mantengono sui livelli dell'anno prima, e nonostante l'arrivo di una point guard come Tim Hardaway, i Warriors mancano l'accesso alla post season. Nella stagione 1990-91 arriva però il pronto riscatto di Golden State che, sempre con lo stile di gioco spumeggiante di coach Nelson, tornano ai play-off, battendo al primo turno i San Antonio Spurs ma arrendendosi ai Los Angeles Lakers.
Durante la permanenza ai Warriors, il trio Hardaway, Mullin e Richmond, imitando il nome dei Run-DMC, fu soprannominato Run TMC.

### Lo scambio a Sacramento
La dirigenza dei Warriors decide però di fare delle modifiche al roster per dare una dimensione più interna al gioco della squadra; cede così Richmond in cambio dei diritti su Billy Owens ai Sacramento Kings. A Sacramento Richmond è la stella indiscussa della squadra, non ha più compagni come Mullin o Hardaway pronti a rubargli le luci della ribalta; nel contempo però non ha neanche una squadra che sia in grado di garantirgli l'approdo ai play-off. Le annate a Sacramento si susseguono senza che i Kings arrivino mai a combattere per il primato nella Western Conference. Soltanto nella stagione 1995-96 arriva l'approdo alla post season, ma arriva anche un'eliminazione al primo turno per mano della squadra che aveva compilato il miglior record della Conference, i Seattle Sonics. Nelle due annate successive i Kings continuano a restare esclusi dalla parte più interessante della stagione, nonostante le medie di punti di Richmond continuino a salire fino anche a toccare i 25 punti di media a stagione. Nell'estate del 1998 però, i Kings decidono di cedere Richmond insieme ad Otis Thorpe ai Washington Wizards in cambio di Chris Webber. È uno scambio dal quale i Kings avranno tutto da guadagnare dato che acquistano un giocatore giovane per uno più anziano le cui medie punti sarebbero scese negli anni immediatamente successivi.

### I tre anni a Washington e la scelta dei Lakers
Nella prima stagione a Washington la media punti di Richmond scende per la prima volta in carriera sotto i 20 punti. Le sue medie scenderanno da lì a poco tempo di ancora qualche punto, e anche nella capitale Richmond resta sempre fuori dai play-off. Nell'estate del 2001 scade il suo contratto e da free agent Richmond firma per i campioni in carica dei Lakers con la volontà di ottenere finalmente un successo di squadra. Le prestazioni di Richmond sono però ormai di scarso livello e il suo contributo nella vittoria del titolo è praticamente nullo, anche se nell'ultima partita coach Phil Jackson gli concede la passerella finale, inserendolo a pochi minuti dal termine. Richmond corona così il proprio sogno di ritirarsi da campione NBA.

## Statistiche
| † | Denota le stagioni in cui ha vinto il titolo |

### NCAA
| Anno      | Squadra      | PG | PT | MP   | TC%  | 3P%  | TL%  | RP  | AP  | PRP | SP  | PP   |
| --------- | ------------ | -- | -- | ---- | ---- | ---- | ---- | --- | --- | --- | --- | ---- |
| 1986-1987 | KSU Wildcats | 30 | -  | 32,1 | 44,7 | 36,1 | 76,1 | 5,7 | 2,7 | 1,3 | 0,4 | 18,6 |
| 1987-1988 | KSU Wildcats | 34 | -  | 35,3 | 51,4 | 46,9 | 77,5 | 6,3 | 3,7 | 0,7 | 0,4 | 22,6 |
| Carriera  | Carriera     | 64 | -  | 33,8 | 48,3 | 41,3 | 77,0 | 6,0 | 3,2 | 1,0 | 0,4 | 20,7 |

### NBA

#### Regular season
| Anno       | Squadra          | PG  | PT  | MP   | TC%  | 3P%  | TL%  | RP  | AP  | PRP | SP  | PP   |
| ---------- | ---------------- | --- | --- | ---- | ---- | ---- | ---- | --- | --- | --- | --- | ---- |
| 1988-1989  | G.S. Warriors    | 79  | 79  | 34,4 | 46,8 | 36,7 | 81,0 | 5,9 | 4,2 | 1,0 | 0,2 | 22,0 |
| 1989-1990  | G.S. Warriors    | 78  | 78  | 35,9 | 49,7 | 35,8 | 86,6 | 4,6 | 2,9 | 1,3 | 0,3 | 22,1 |
| 1990-1991  | G.S. Warriors    | 77  | 77  | 39,3 | 49,4 | 34,8 | 84,7 | 5,9 | 3,1 | 1,6 | 0,4 | 23,9 |
| 1991-1992  | Sacramento Kings | 80  | 80  | 38,7 | 46,8 | 38,4 | 81,3 | 4,0 | 5,1 | 1,2 | 0,4 | 22,5 |
| 1992-1993  | Sacramento Kings | 45  | 45  | 38,4 | 47,4 | 36,9 | 84,5 | 3,4 | 4,9 | 1,2 | 0,2 | 21,9 |
| 1993-1994  | Sacramento Kings | 78  | 78  | 37,1 | 44,5 | 40,7 | 83,4 | 3,7 | 4,0 | 1,3 | 0,2 | 23,4 |
| 1994-1995  | Sacramento Kings | 82  | 82  | 38,7 | 44,6 | 36,8 | 84,3 | 4,4 | 3,8 | 1,1 | 0,4 | 22,8 |
| 1995-1996  | Sacramento Kings | 81  | 81  | 36,4 | 44,7 | 43,7 | 86,6 | 3,3 | 3,1 | 1,5 | 0,2 | 23,1 |
| 1996-1997  | Sacramento Kings | 81  | 81  | 38,6 | 45,4 | 42,8 | 86,1 | 3,9 | 4,2 | 1,5 | 0,3 | 25,9 |
| 1997-1998  | Sacramento Kings | 70  | 70  | 36,7 | 44,5 | 38,9 | 86,4 | 3,3 | 4,0 | 1,3 | 0,2 | 23,2 |
| 1998-1999  | Wash. Wizards    | 50  | 50  | 38,2 | 41,2 | 31,7 | 85,7 | 3,4 | 2,4 | 1,3 | 0,2 | 19,7 |
| 1999-2000  | Wash. Wizards    | 74  | 69  | 32,4 | 42,6 | 38,6 | 87,6 | 2,9 | 2,5 | 1,5 | 0,2 | 17,4 |
| 2000-2001  | Wash. Wizards    | 37  | 30  | 32,9 | 40,7 | 33,8 | 89,4 | 2,9 | 3,0 | 1,2 | 0,2 | 16,2 |
| 2001-2002† | L.A. Lakers      | 64  | 2   | 11,1 | 40,5 | 29,0 | 95,5 | 1,5 | 0,9 | 0,3 | 0,1 | 4,1  |
| Carriera   | Carriera         | 976 | 902 | 35,2 | 45,5 | 38,8 | 85,0 | 3,9 | 3,5 | 1,2 | 0,3 | 21,0 |
| All-Star   | All-Star         | 5   | 1   | 22,0 | 43,9 | 50,0 | 50,0 | 2,4 | 2,6 | 0,2 | 0,0 | 11,4 |

#### Play-off
| Anno     | Squadra          | PG | PT | MP   | TC%   | 3P%  | TL%  | RP  | AP  | PRP | SP  | PP   |
| -------- | ---------------- | -- | -- | ---- | ----- | ---- | ---- | --- | --- | --- | --- | ---- |
| 1989     | G.S. Warriors    | 8  | 8  | 39,3 | 45,9  | 18,8 | 89,5 | 7,3 | 4,4 | 1,8 | 0,1 | 23,5 |
| 1991     | G.S. Warriors    | 9  | 9  | 41,3 | 50,3  | 33,3 | 95,8 | 5,2 | 2,4 | 0,6 | 0,7 | 22,3 |
| 1996     | Sacramento Kings | 4  | 4  | 36,5 | 44,4  | 34,8 | 80,0 | 4,3 | 3,0 | 0,8 | 0,0 | 21,0 |
| 2002†    | L.A. Lakers      | 2  | 0  | 2,0  | 100,0 | -    | 50,0 | 0,5 | 0,0 | 0,0 | 0,0 | 1,5  |
| Carriera | Carriera         | 23 | 21 | 36,3 | 47,9  | 30,2 | 86,9 | 5,3 | 3,0 | 1,0 | 0,3 | 19,5 |

#### Massimi in carriera
- Massimo di punti: 47 (2 volte)[2]
- Massimo di rimbalzi: 13 (2 volte)
- Massimo di assist: 13 vs Vancouver Grizzlies (11 gennaio 1997)
- Massimo di palle rubate: 7 vs Los Angeles Clippers (31 gennaio 1991)
- Massimo di stoppate: 3 (4 volte)
- Massimo di minuti giocati: 54 vs Los Angeles Lakers (3 marzo 1995)

## Palmarès

### Squadra

#### NCAA
- La maglia n.23 è stata ritirata dai Kansas State Wildcats

#### NBA
- Campionato NBA: 1

Los Angeles Lakers: 2002
- La maglia n. 2 è stata ritirata dai Sacramento Kings

### Individuale
- NBA Rookie dell'anno (1989)
- Cinquantatreesimo miglior marcatore di sempre sommando ABA e NBA
- Quarantanovesimo miglior marcatore di sempre NBA

#### All-Star Game
- Partecipazioni all'All-Star Game: 6

1993, 1994, 1995, 1996, 1997, 1998
- MVP dell'All-Star Game: 1

1995

#### All-NBA
- All-NBA Team: 5

Second Team (3 selezioni): 1994, 1995, 1997
Third Team (2 selezioni): 1996, 1998
- NBA All-Rookie Team:

First Team (1 selezione): 1989

## Tecnica
Richmond è stato un giocatore dalla incredibile vena realizzativa, capace di eseguire tiri dall'arco ma anche di penetrare nel cuore dell'area per concludere vicino a canestro. Ha ottenuto 6 convocazioni all'All Star Game, venendo nominato MVP dell'edizione del 1995 quando segnò 23 punti in appena 22 minuti di gioco. È stato inserito per due volte nel secondo quintetto ideale della lega e per due volte nel terzo. In una carriera di 14 anni è riuscito a giocare soltanto 21 partite di play-off. Ha partecipato a due Olimpiadi, vincendo l'oro nel 1996 e il bronzo a Seoul 1988. Nella stagione 1988-89 ha vinto il NBA Rookie of the Year Award. Attualmente è 34º di tutti i tempi tra i marcatori NBA. È inoltre il terzo marcatore nella storia dei Sacramento Kings, che nel 2003 hanno ritirato la sua maglia numero 2.